# Horisme alutacearia
Horisme alutacearia là một loài bướm đêm trong họ Geometridae.